# Furcula saltensis
Furcula saltensis är en fjärilsart som beskrevs av Schöyen. 1881. Furcula saltensis ingår i släktet Furcula och familjen tandspinnare. Inga underarter finns listade i Catalogue of Life.